# Анита Екберг
Керстин Анита Мариан Екберг (29. септембар 1931 — 11. јануар 2015) била је шведско-италијанска глумица и модел, најпознатија по својим улогама у шездесетим годинама. Екбергова је радила у Италији, која од 1964. године постаје стално мјесто њеног боравка. 

## Биографија
Анита Екберг је рођена 29. септембра 1931. године у Малмеу, Сканија (регија у Шведској), као шесто од осморо дјеце Густава Фридрика Екберга. У раним тинејџерским годинама радила је као модел. На наговарање мајке пријављује се 1950. године за Мис Малмеа у свом родном граду, а затим и за Мис Шведске, на коме побјеђује. Следеће године одлази на такмичење за Miss Universe у Сједињеним Америчким Државама. Иако није побиједила, то такмичење јој као једној од финалних учесница доноси уговор са Universal Studiosom.

## Каријера
Када је отишла у Америку, врло мало је знала енглески језик, али је свеједно добијала лекције у драми, дикцији, јахању, плесу и мачевању. у Америци се састаје са Хауардом Хјузом, филмским продуцентом, који је предложио да промјени нос, зубе и презиме за које је сматрао да се исувише тешко изговара. Она је то задње, наиме, одбила сматрајући да ако неким случајем постане позната људи ће научити да изговарају, а уколико не, то неће ни бити важно. 1953. године појављује се накратко у неколико филмова, углавном непотписана на филмским шпицама. Прије велике свјетске славе, играла је доста мањих улога у филмовима као што су Artists and Models (1955), Hollywood or Bust (1956), а 1955. године је добила Златни глобус за глумицу која највише обећава за мању улогу Кинескиње у авантуристичком филму Blood Alley. Прву главну улогу добија у филму Back from Eternity (1956), те до краја педесетих глуми у разноразним филмовима, од којих ниједан, нажалост, не доспијева до шире публике: Interpol (1957), Valerie (1957), Paris Holiday (1958), Screaming Mimi (1958) i Nel segno di Roma (1959) Преокрет у њеном животу представља филм La dolce vita (1960) Федерика Фелинија. Она упечатљиво игра улогу Силвије и сцена код римске фонтане Треве постаје једна од најзапаженијих холивудских сцена. После тог филма долазе остали који само повећавају њену славу. Из задњег дијела каријере најзанимљивији су S+H+E: Security Hazards Expert (1980), Bigasa Lune Bámbola (1996) и Le nain rouge (1998). Службено се повлачи из каријере 2002. године након телевизијске серије. 

## Приватни живот и смрт
Била је удата за британског глумца Ентонијем Стилом, са којим је брак трајао свега три године, од 1956—1959. године. Од 1963-1975 била је у браку са Риком Ван Нутером. Такође је била у романтичној вези са многим познатим особама као што су Френк Синатра, Гери Купер, Ерол Флин итд. Анита Екберг умире 11. јануара 2015. године у Риму, у доби од 83. године. Њена сахрана била је 14. јануара 2015. године, након чега је кремирана.

## Филмографија
| Година | Филм     |
| ------ | -------- |
| 1953.  |          |
| 1953.  |          |
| 1953.  |          |
| 1953.  |          |
| 1955.  |          |
| 1955.  |          |
| 1956.  |          |
| 1956.  |          |
| 1956.  |          |
| 1956.  |          |
| 1956.  | Zarak    |
| 1957.  | Interpol |
| 1957.  |          |
| 1958.  |          |
| 1958.  |          |
| 1958.  |          |
| 1959.  |          |
| 1960.  |          |
| 1960.  |          |
| 1960.  |          |
| 1960.  |          |
| 1961.  |          |
| 1961.  |          |
| 1962.  |          |
| 1963.  |          |
| 1963.  |          |
| 1964.  |          |
| 1965.  |          |
| 1965.  |          |
| 1966.  |          |
| 1966.  |          |
| 1966.  |          |
| 1967.  |          |
| 1967.  |          |
| 1967.  |          |
| 1968.  |          |
| 1969.  |          |
| 1969.  | Malenka  |
| 1969.  |          |
| 1969.  |          |
| 1970.  |          |
| 1970.  |          |
| 1970.  |          |
| 1972.  |          |
| 1972.  |          |
| 1972.  |          |
| 1975.  |          |
| 1979.  |          |
| 1982.  |          |
| 1986.  |          |
| 1991.  |          |
| 1992.  |          |
| 1992.  |          |
| 1996.  |          |
| 1996.  |          |